# WONCA

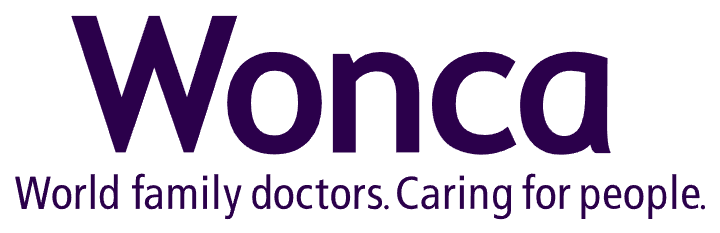
Logo

La WONCA (acronyme signifiant World Organization of National Colleges, Academies and Academic Associations of General Practitioners/Family Physicians, souvent abrégé en World Organization of Family Doctors) est l'Organisation Mondiale des Médecins Généralistes.